# كريم أزاموم
كريم أزاموم (بالفرنسية: Karim Azamoum) (17 يناير 1990 في فرنسا - ) هو لاعب كرة قدم فرنسي في مركز الوسط. لعب مع نادي تروا ونادي هييريه وRCO Agde ‏.

## وصلات خارجية
- كريم أزاموم على موقع رابطة كرة القدم الفرنسية للمحترفين (الإنجليزية)
- كريم أزاموم على موقع قاعدة بيانات كرة القدم.إي يو (الإنجليزية)
- كريم أزاموم على موقع ليكيب (الفرنسية)
- كريم أزاموم على موقع Soccerway.com (الإنجليزية)
- كريم أزاموم على موقع AS.com (الإسبانية)